# كوبانيستي
الكُبَنِستي أو (نقحرة: كوبانيستي) (باليونانية:Κοπανιστή) هو جبن مالح حار، وهو تسمية منشأ محمية (PDO)، يُنتج في الجزر اليونانية لسيكلادس في بحر إيجة مثل ميكونوس، تينوس، أندروس، سيروس، وناكسوس....الخ. يُنتج هذا الجبن في ميكونوس لأكثر من 300 عام. يرجع مذاقه الحار إلى تحلل الدهون السريع والشامل وتحلل البروتين الناجم عن النمو الميكروبي الوفير الذي يشجعه العجن المتكرر الذي يتم اجراؤه أثناء عملية النضج.
يُعرف في تركيا باسم (acı peynir ,kopanisti peyniri) (جبن الكُبَنِستي والجبن المر على التوالي في تركيا)، يُصنع تقليدياً في مقاطعتي تشيشمي وقارابورون في مدينة إزمير. في تركيا، يُصنع عادةً من حليب الماعز.

## أصل التسمية
تُستخدم كلمة «كُبَنِستي» في اللغة اليونانية لوصف الشيء الذي تعرّض للضرب. في جبن الكُبَنِستي يرجع سبب هذه التسمية إلى طريقة تحضيره حيث يُترك الجبن ليعمرفي عبوات واسعة العنق حتى تتطور إلى نباتات ميكروبية وفيرة، والتي يتم خلطها بعد ذلك في جميع انحاء كتلة الجبن عن طريق العجن. تُكرر هذه العملية ثلاث أو أربع مرات حتى اكتمال نُضج الجبن بعد 30 إلى 40 يوماً. يُصنع من حليب البقر أو الماعز أو خليط منهما.

## طريقة التحضير
ييشمل تحضير جبن الكُبَنِستي الثقافات الحرفية المستمدة من ممارسة استخدام بقايا الجبن السابق لصنع الجبن الجديد. في البداية، يُطهى الحليب على درجة حرارة تتراوح بين 28-30 درجة مئوية (82-86 فهرنهايت) مع الخميرة حتى يُصبح متماسكاً. عادةً تستغرق هذه العملية حوالي 20-24 ساعة. بعد ذلك، تحتاج إلى التجفيف ويُضاف إليها الفلفل الأحمر والملح. ثمّ يلف الخليط بقطعة قماش قطنية ويوضع في قدر للطهي مع وضع حَجَر فوق الجبن. تساعد هذه الطريقة الجبن في التخلص من السوائل الزائدة. يظل الجبن في القماش لمدة أسبوع حتى ينضج وينمو الفطر. ثم تُخلط مرة أخرى وتوضع في اوعية خزفية تقليدية لإكمال عمرها والذي قد يستغرق ما بين شهر إلى شهرين.
أشهر طريقة لتقديم هذا الجبن هي طبق يُسمى «موسترا» يحتوي على الخبز الجاف مع جبن كُبَنِستي مع الطماطم المفرومة وزيت الزيتون. يستخدمه أهل جزيرة ميوكونوس كمقبلات مع المشروب اليوناني " ouzo.".